# Polifórum Carlos Martínez Balmori
El Polifórum Carlos Martínez Balmori es un recinto cultural y deportivo de la Universidad Autónoma del Estado de Hidalgo; se encuentra ubicado en la Ciudad del Conocimiento en Mineral de la Reforma, Hidalgo, México. Anualmente a finales de agosto e inicios de septiembre en este recinto se realiza la Feria Universitaria del Libro (FUL).

## Historia

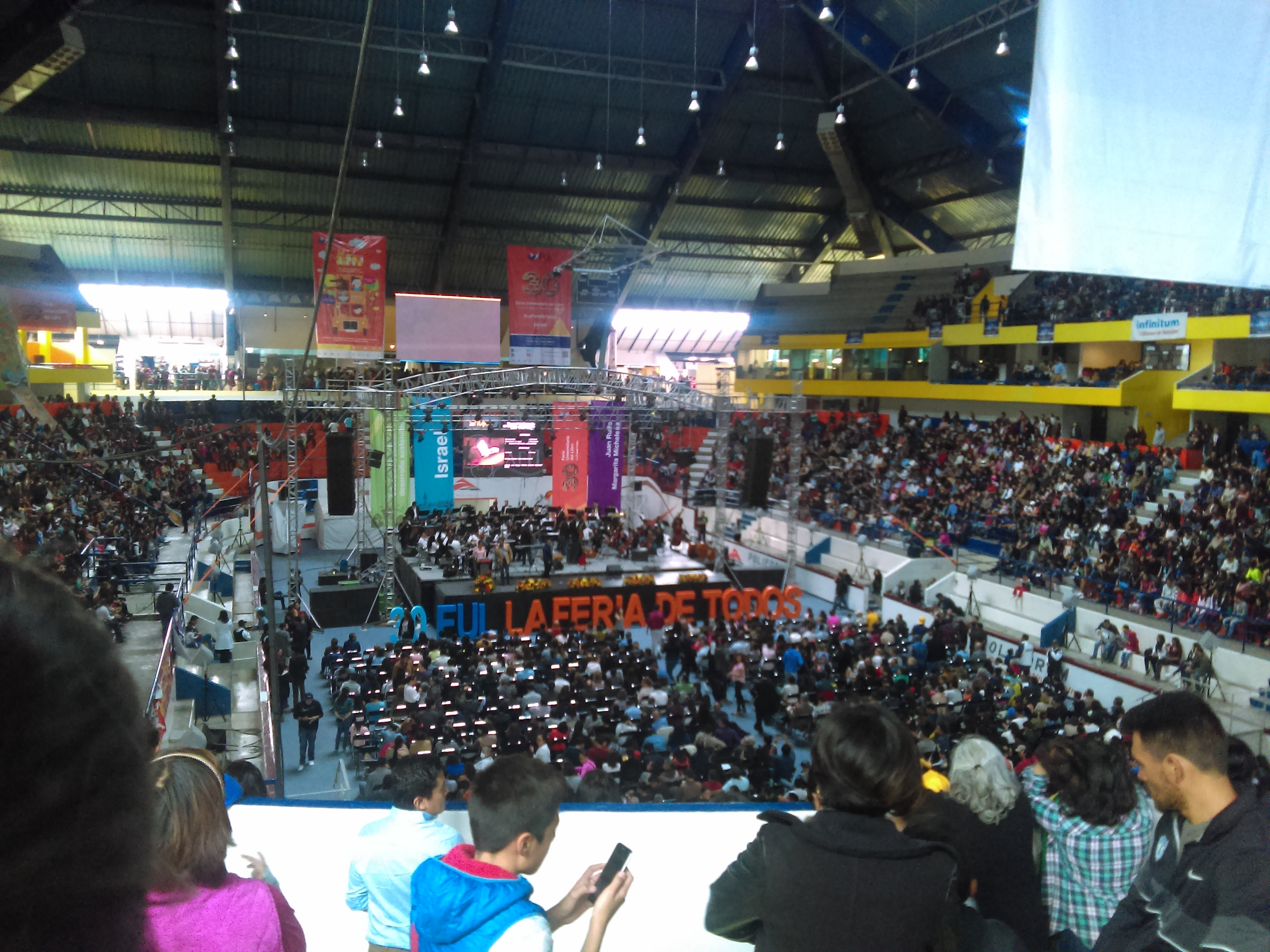
Feria Universitaria del Libro (FUL).

Fue inaugurado el 14 de febrero de 2001, con la asistencia del presidente de México, Vicente Fox Quesada, acompañado por Manuel Ángel Núñez Soto, gobernador de Hidalgo y Juan Manuel Camacho Bertrán, rector de la UAEH.  Este recinto sería sede de la Garzas de Plata de la UAEH, equipo profesional de básquetbol, de 2001 a 2005, cuando el equipo desaparece. Desde 2011 la Feria Universitaria del Libro (FUL), se realiza en el Polifórum.
Durante 2013 y 2014 se construyeron una partes anexas; el 22 de agosto de 2014 se inauguró el auditorio "Josefina García Quintanar". Durante la temporada 2016-2017 de la Liga Nacional de Baloncesto Profesional de México fue nueva mente sede del equipo Garzas, que solo jugó esa temporada.

## Arquitectura

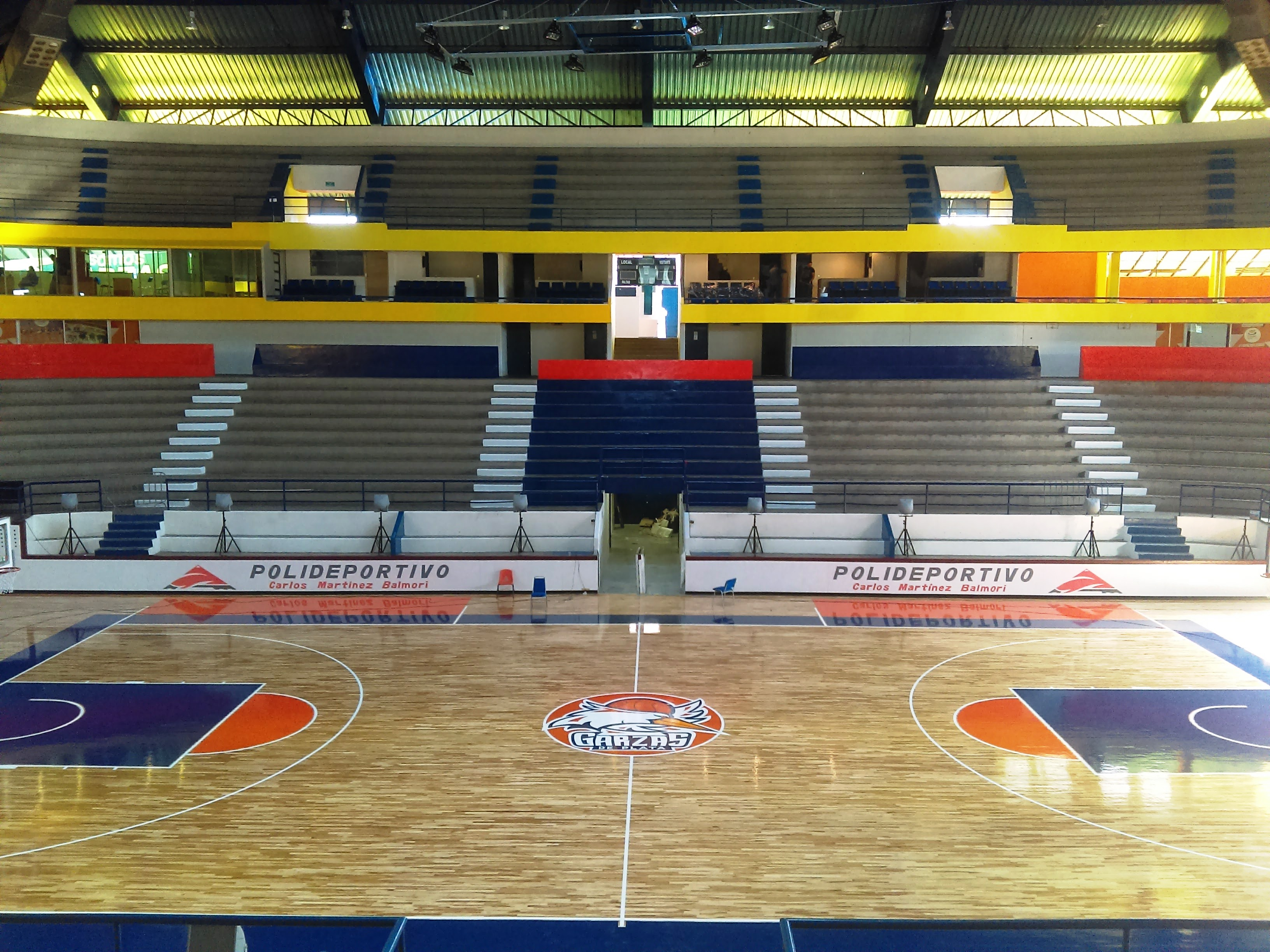
Cancha deportiva y gradas.

Es una estructura de acero con esquema cuadrangular de 100 m por 100 m, con una cubierta piramidal proyecto diseñado por el ingeniero Rodolfo Zedillo. La obra consta de 9300 m², divididos en tres niveles.  En el primero se encuentran: la cancha principal, bancas de equipos, canchas de entrenamiento y calentamiento, áreas de pesas y aerobics, oficinas de entrenadores, áreas de enfermería, baños, vestidores, y almacenes. En el segundo se encuentran: áreas de control y seguridad, administración, cuarto de máquinas, equipos y mantenimiento, estacionamiento cubierto y acceso para deportistas. En el tercero se localizan: vestíbulo, tribunas, palcos, plateas, cabinas de control de sonido e iluminación, áreas comerciales, así como taquillas.
Entre su infraestructura se encuentra con capacidad máxima 6000 personas, y una capacidad reducida de 4727 personas. Un área comercial de 18 stands, doce palcos, una planta de luz de 150 kW y una ancha de usos múltiples con piso elastiplus. Durante la Feria Universitaria del Libro se acondicionan anexos como el Auditorio "Nicolás García de San Vicente", en la parte este;  el Pabellón internacional "Margarita Michelena", en la parte sur; el Salón del Libro Infantil, en la parte oeste; y a la cancha deportiva se le denomina Foro artístico "Abundio Martínez".
En las instalaciones se pueden realizar actividades deportivas como son Básquetbol, Voleibol, Tae Kwon Do, Fútbol Rápido, Tenis de mesa, Aerobics, entre otras; también es ideal para organizar y presentar actividades sociales y culturales como, conciertos, conferencias, exposiciones, ceremonias, eventos sociales.